# Wilhelmøya
Wilhelmøya (en español, isla de Guillermo) es una pequeña isla deshabitada del archipiélago noruego de las islas Svalbard, en el mar de Barents. Administrativamente, pertenece a Svalbard, un territorio dependiente de Noruega.
La isla está situada en aguas del estrecho de Hinlopen (Hinlopenstretet), entre las islas de Spitsbergen y Nordaustlandet. Prácticamente es una isla ribereña de Spitsbergen, ya que está a apenas 1,5 km de ella, en su parte noreste, frente a la Tierra de Olav V, donde está el mayor glaciar de la isla (4.150 km²). Tiene una superficie de unos 120 km².
La isla raramente es visitada por turistas.